# Endyma

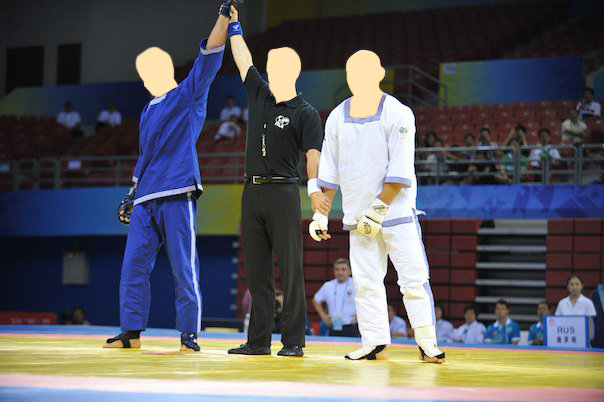
Due atleti di pancrazio durante una gara.

L'endyma (in greco: ένδυμα) è un indumento greco antico, utilizzato anche come divisa del Pancrazio Athlima.

## Storia
Nell'antica Grecia il termine endyma indicava un qualsiasi tipo di indumento distinto dall'amictus e veniva spesso utilizzato per indicare la biancheria intima sia degli uomini che delle donne e veniva chiamato in lingua latina indūtus. Viene menzionato anche in Matteo 28,3: 

## Composizione

### Atleti
L'endyma è composta da una giacca (kitonion) e dai pantaloni (periskelis), disponibili rispettivamente di colore blu o bianco (kyanos o leukos); lungo il perimetro del collo e del bordo inferiore sono presenti meandri (blu sulla divisa bianca e bianchi sulla divisa blu) e in aggiunta una conchiglia (facoltativa) sotto i pantaloncini, guanti a mano aperta, parastinchi, caschetto (obbligatorio per i minorenni) e paradenti, mentre per le atlete è consentito indossare una t-shirt bianca o un indumento sportivo sotto la giacca. La Federazione internazionale delle lotte associate, tuttavia, organizza anche gare "No Gi" (con pantaloncini blu o bianchi e rash guard).

### Arbitri

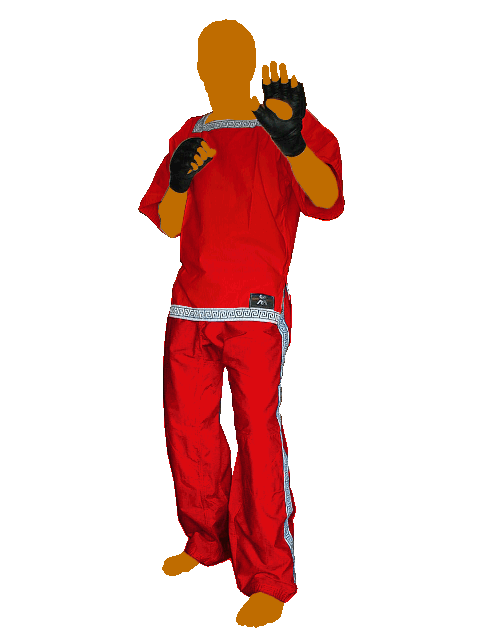
L'endyma indossato dagli arbitri.

Gli arbitri (detti Hellanodikai), invece, indossano un'endyma di colore rosso, composta dalla casacca con un meandro bianco e blu intorno al bavero, pantaloni con un meandro bianco e blu sui lati, scarpe da ginnastica bianche (fekasia) e impugnano il Ravdos (bastone), lungo 50–60 cm; la FILA richiede, invece, polo nera, pantaloni neri e scarpe nere, con manicotti blu sul polso destro e rossi sul polso sinistro, mentre gli arbitri laterali tengono in mano una bandiera blu nella mano destra e una bandiera rossa nella mano sinistra.